# Inés Manzano
Inés María Manzano Díaz (Guayaquil, 7 de abril de 1971) es un abogada, ambientalista, política y ex modelo ecuatoriana, de ascendencia francesa, ministra de Energía y Minas del Ecuador desde febrero de 2025. Fue ministra del Ambiente, Agua y Transición Ecológica del Ecuador, entre agosto de 2024 y febrero de 2025.

## Biografía

### Familia
Nació el 7 de abril de 1971, en la ciudad ecuatoriana de Guayaquil. Hija del abogado francés, Bernard Manzano-Torres Vignol, y de Clemencia Díaz. Tiene como hermano a Bernardo Manzano, ministro de Agricultura (2022-2023).
Se casó con José Nebot Saadi, hermano de Jaime Nebot, alcalde de Guayaquil (2000-2019); de quien se divorció.

### Formación
En 1997, tras realizar estudios en Ciencias sociales y Políticas en la Universidad Católica de Santiago de Guayaquil, obtuvo el título de abogada. Cursó la especialización en Derecho ambiental, por el Universidad Internacional de Andalucía (2000), y el doctorado por la Universidad de Alicante (2004).
Cuenta con la especialización en el IDE en Administración de empresas (2014), y Gobernanza y Liderazgo político (2017). En 2018, realizó los diplomados sobre Liderazgo político en la Escuela Harvard Kennedy, y en la School of Foreign Service.
Consiguió un diplomado en Litigación oral por la Universidad de Salamanca (2021). Obtuvo una maestría en Innovación y Emprendimiento, por la Universidad de Barcelona.

### Carrera artística
Participó en Miss Ecuador 1991, donde obtuvo título de primera finalista. Representó al país en el certamen de Miss America Internacional 1991, obteniendo el título de segunda finalista.

### Trayectoria profesional
Forma parte del estudio jurídico Manzano & Asociados, y la consultora ambiental Asesores Ambientales Latinoamericanos. Editó en la revista Verde y el Boletín Jurídico Ambiental, y dirigió la gerencia de Co2mpensa. También trabajó como editora y columnista de opinión en Diario Expreso.
Fue consultora de la Municipalidad de Guayaquil durante la alcaldía de León Febres-Cordero Ribadeneyra. También fungió como asesora de la ministra, Lourdes Luque Silva (2001-2002), y subsecretaria de Calidad Ambiental (2002-2003), en el gobierno de Gustavo Noboa. Fue presidenta del Consejo Empresarial para el Desarrollo Sostenible del Ecuador.
Fue catedrática de Derecho ambiental en la Universidad Católica de Santiago de Guayaquil y en la Universidad de Especialidades Espíritu Santo.

## Vida política

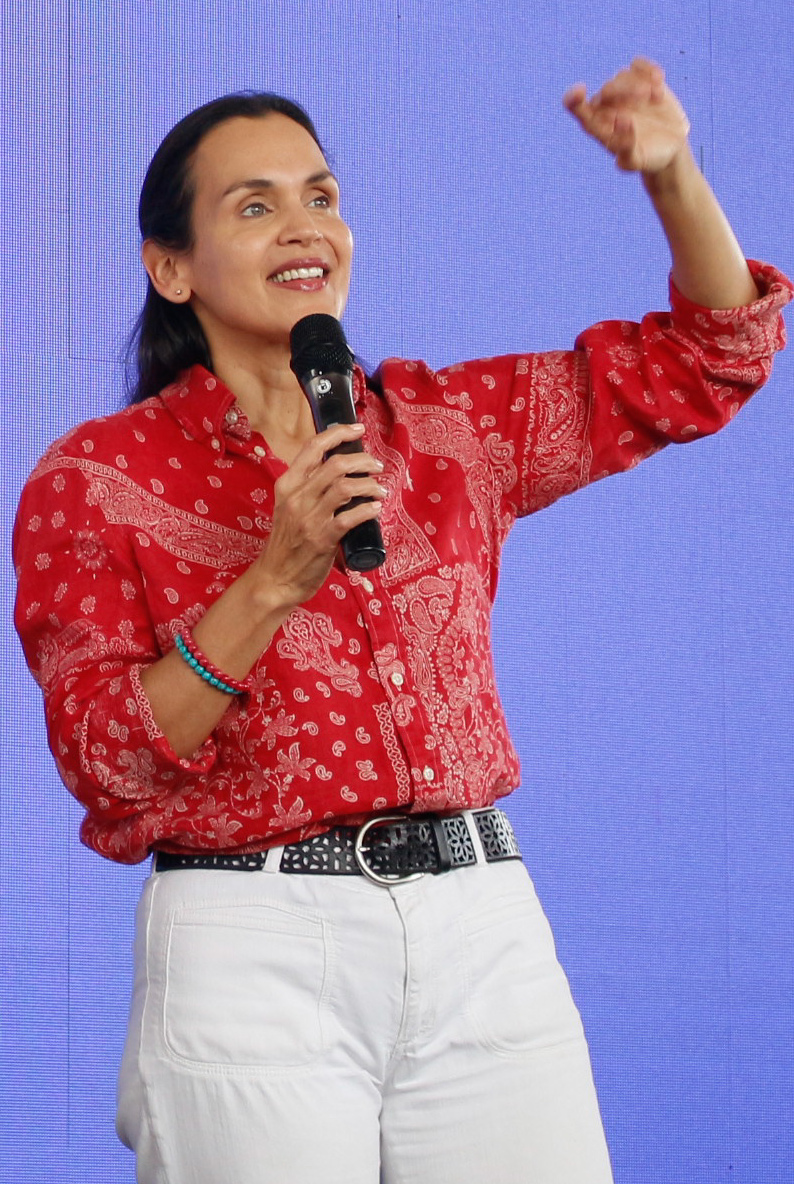
Manzano durante la legalización de juntas de riego y drenaje (2024).

### Candidatura vicepresidencial (2013)
Incursionó en la política el 14 de noviembre de 2012, cuando fue elegida por el partido político SUMA, como candidata vicepresidencial en las elecciones de 2013. Su binomio presidencial, Mauricio Rodas anunció que Manzano coordinaría un ‘Consejo Interministerial’ todas las políticas públicas vinculadas con el desarrollo sustentable, la competitividad, la productividad, las políticas agrícolas y la parte social. Tras los comicios de 2013 el binomio Rodas-Manzano quedó en el cuarto puesto, con el 3.9 % del escrutinio de los votos.

### Ministra de Estado
El 15 de julio de 2024, algunos medios de comunicación la anunciaron como nueva ministra o viceministra del Ambiente del Ecuador, en reemplazo de Sade Fritschi. El 30 de agosto del mismo año, fue nombrada por el presidente Daniel Noboa, como ministra del Ambiente, Agua y Transición Ecológica del Ecuador.
El 9 de octubre de 2024, fue nombrada por el presidente Noboa, como ministra de Energía y Minas del Ecuador, en calidad de encargada. El 11 de febrero de 2025, fue nombrada  ministra de Energía y Minas del Ecuador. Incoherentemente fusionando el Ministerio de Energía y Minas con el Ministerio de Ambiente, con intenciones lobistas para permitir y subsidiar la minería a gran escala en zonas protegidas.